# Derby van het Noorden
De Derby van het Noorden is een term waarmee voetbalwedstrijden tussen FC Groningen en sc Heerenveen worden omschreven. Het is de wedstrijd tussen de twee clubs uit het noorden van Nederland die doorgaans in de eredivisie spelen.
Waar wedstrijden tussen SC Cambuur, FC Emmen, FC Groningen en sc Heerenveen als noordelijke derby's worden omschreven, geldt de naam Derby van het Noorden enkel voor een tweestrijd tussen FC Groningen en sc Heerenveen.
De wedstrijd is sinds de eerste uitvoering in 1974 officieel 72 keer gespeeld. De Friezen zegevierden 32 keer, de wedstrijd eindigde twintig keer gelijk en FC Groningen won twintig keer.

## Rivaliteit
Supporters van FC Groningen en sc Heerenveen beschouwen elkaar als rivalen. De Groningen-Heerenveen-rivaliteit is met name gebaseerd op ligging. Door de A7 zijn de plaatsen Groningen en Heerenveen aan elkaar verbonden. In het dagelijks leven hebben vele supporters van beide clubs met elkaar te maken, dit is veelvuldig het geval in de grote plaatsen als Drachten, Groningen en Heerenveen. Maar ook zeker in het grensgebied van de provincies Friesland en Groningen, in de Friese Wouden en het Westerkwartier, waar veel fans van beide clubs door elkaar wonen, werken en leven.
Bij het ontbreken van wedstrijden tegen andere noordelijke voetbalclubs zijn FC Groningen en sc Heerenveen in de eredivisie doorgaans op elkaar aangewezen als noordelijke clubs. De winnaar van de wedstrijd mag zich in de regel tot aan de volgende editie 'kampioen van het noorden' noemen. Toch geldt de rivaliteit voor veel Heerenveen-fans minder zwaar dan de rivaliteit met SC Cambuur.

## Voorgeschiedenis
Groningen en Heerenveen kennen een lange traditie wat voetbal betreft in het noorden. Voor de oprichting van FC Groningen in 1971 waren in de stad Groningen verscheidene clubs actief op hoog niveau, zoals Be Quick, GVAV, Oosterparkers en Velocitas. De strijd om het noordelijk kampioenschap ging dan ook vaak tussen deze clubs en VV Heerenveen. Later kwamen deze clubs ook op nationaal niveau uit tegen elkaar.
Het treffen tussen sc Heerenveen en Velocitas uit Groningen eind 1959 is een bijzondere in de Nederlandse voetbalgeschiedenis. Het Heerenveen-publiek misdroeg zich op Sportpark Noord dusdanig ernstig jegens de scheidsrechter en tegenstander dat Heerenveen als eerste club in Nederland de straf kreeg een wedstrijd zonder thuispubliek te moeten spelen.

## Geschiedenis
FC Groningen werd in 1971 opgericht als club van de stad Groningen, als vervanger van het naar de amateurs terugkerende GVAV. De clubkleuren werden de stadskleuren groen en wit. 'De FC' kwam uit in de eredivisie. Heerenveen, opgericht in 1920, kwam toen nog uit in de eerste divisie. Heerenveen speelt sinds de jaren dertig in een blauw-wit tenue met daarop plompenbladen, die een verwijzing zijn naar de regio en gelijkenissen vertoont met de Friese vlag en deels het wapen van de provincie Groningen.
Na een aantal jaren wachten op de eerste wedstrijd tussen FC Groningen en sc Heerenveen kwam deze er voor het eerst in het seizoen 1974/75 in de eerste divisie. Heerenveen won voor eigen publiek met 4-1.
Vanaf de jaren zeventig tot negentig gold FC Groningen vaak als de superieure van de twee clubs en speelde vaak in de eredivisie. Heerenveen kwam uit in de eerste divisie.
In 1991 werd de Derby van het Noorden voor het eerst in de eredivisie gespeeld. De suprematie veranderde vanaf begin jaren negentig, toen Heerenveen stelselmatig uitgroeide tot een vaste waarde in de top van het Nederlandse voetbal. FC Groningen kende die jaren een roerig bestaan, met financiële problemen en degradaties. Hierdoor nam de rivaliteit toe.

## Bijzonderheden
Zowel bij de opening van het Abe Lenstra Stadion (1994, Heerenveen) als bij de Euroborg (2006, FC Groningen), was de eerste officiële wedstrijd de Derby van het Noorden. Beide thuisspelende ploegen wonnen de eerste wedstrijd in hun nieuwe onderkomen met 2-0.
Beide ploegen stonden nog nooit tegenover elkaar in wedstrijden om de KNVB beker.

## Wedstrijden
| Seizoen | Competitie     | Thuisploeg    | Uitslag | Uitploeg      | Doelpuntenmakers                                                | Doelpuntenmakers                                                  |
| Seizoen | Competitie     | Thuisploeg    | Uitslag | Uitploeg      | Thuisploeg                                                      | Uitploeg                                                          |
| ------- | -------------- | ------------- | ------- | ------------- | --------------------------------------------------------------- | ----------------------------------------------------------------- |
| 1974/75 | Eerste divisie | Heerenveen    | 4–1     | FC Groningen  | Slobodan Zmiric, Nikola Golijanin, Johan Toornstra, Ruud Wierts | Sip Bloemberg                                                     |
| 1974/75 | Eerste divisie | FC Groningen  | 2–0     | Heerenveen    | Hugo Hovenkamp, Ab Gritter                                      |                                                                   |
| 1975/76 | Eerste divisie | FC Groningen  | 3–0     | Heerenveen    | Joop Molendijk, Koko Hoekstra, Wim van der Heide                |                                                                   |
| 1975/76 | Eerste divisie | Heerenveen    | 1–1     | FC Groningen  | Reinder Dolstra                                                 | Henk Oosterwold                                                   |
| 1976/77 | Eerste divisie | FC Groningen  | 1–0     | Heerenveen    | Eddy Bakker                                                     |                                                                   |
| 1976/77 | Eerste divisie | Heerenveen    | 1–1     | FC Groningen  | Kick Seegers                                                    | Jan van Dijk                                                      |
| 1977/78 | Eerste divisie | Heerenveen    | 2–0     | FC Groningen  | Eddy Bosman, Tjibbe Bruinsma                                    |                                                                   |
| 1977/78 | Eerste divisie | FC Groningen  | 1–2     | Heerenveen    | Henk Oosterwold                                                 | Bert Middelkoop, Tjibbe Bruinsma                                  |
| 1978/79 | Eerste divisie | Heerenveen    | 0–1     | FC Groningen  |                                                                 | Eddy Bakker                                                       |
| 1978/79 | Eerste divisie | FC Groningen  | 1–1     | Heerenveen    | Leen Swanenburg                                                 | Johan Padding                                                     |
| 1979/80 | Eerste divisie | FC Groningen  | 5–0     | Heerenveen    | Peter Houtman (4x), Anne Mulder                                 |                                                                   |
| 1979/80 | Eerste divisie | Heerenveen    | 0–2     | FC Groningen  |                                                                 | Peter Houtman (2x)                                                |
| 1990/91 | Eredivisie     | FC Groningen  | 3–0     | sc Heerenveen | Jan veenhof, Harris Huizingh, Milko Ðurovski                    |                                                                   |
| 1990/91 | Eredivisie     | sc Heerenveen | 4–2     | FC Groningen  | René van der Gijp (2x), Rodion Cămătaru , Marten Dijk           | Harris Huizingh, Milko Ðurovski                                   |
| 1993/94 | Eredivisie     | FC Groningen  | 2–2     | sc Heerenveen | Berthil ter Avest, Ronald hamming                               | Erik Tammer, Tony Alberda                                         |
| 1993/94 | Eredivisie     | sc Heerenveen | 2–0     | FC Groningen  | Johan Hansma, Erik Tammer                                       |                                                                   |
| 1994/95 | Eredivisie     | sc Heerenveen | 2–0     | FC Groningen  | Tom Sier, Erik Regtop                                           |                                                                   |
| 1994/95 | Eredivisie     | FC Groningen  | 0–0     | sc Heerenveen |                                                                 |                                                                   |
| 1995/96 | Eredivisie     | sc Heerenveen | 1–0     | FC Groningen  | Roberto Straal                                                  |                                                                   |
| 1995/96 | Eredivisie     | FC Groningen  | 1–1     | sc Heerenveen | Mariano Bombarda                                                | Jon Dahl Tomasson                                                 |
| 1996/97 | Eredivisie     | FC Groningen  | 1–5     | sc Heerenveen | Dean Gorré                                                      | Romeo Wouden (2x), Johan Hansma, Jon Dahl Tomasson, Jeffrey Talan |
| 1996/97 | Eredivisie     | sc Heerenveen | 1–3     | FC Groningen  | Marc Nygaard                                                    | Magno (2x), Dean Gorré                                            |
| 1997/98 | Eredivisie     | FC Groningen  | 0–1     | sc Heerenveen |                                                                 | Ali Elkhattabi                                                    |
| 1997/98 | Eredivisie     | sc Heerenveen | 1–1     | FC Groningen  | Ruud van Nistelrooy                                             | Magno                                                             |
| 2000/01 | Eredivisie     | FC Groningen  | 2–1     | sc Heerenveen | Hugo, Gregoor van Dijk                                          | Dennis de Nooijer                                                 |
| 2000/01 | Eredivisie     | sc Heerenveen | 0–0     | FC Groningen  |                                                                 |                                                                   |
| 2001/02 | Eredivisie     | FC Groningen  | 1–1     | sc Heerenveen | Ali Boussaboun                                                  | Mika Nurmela                                                      |
| 2001/02 | Eredivisie     | sc Heerenveen | 2–0     | FC Groningen  | Jesper Håkansson (2x)                                           |                                                                   |
| 2002/03 | Eredivisie     | FC Groningen  | 1–1     | sc Heerenveen | Glen Salmon                                                     | Georgios Samaras                                                  |
| 2002/03 | Eredivisie     | sc Heerenveen | 2–1     | FC Groningen  | Gerald Sibon, John de Jong                                      | Glen Salmon                                                       |
| 2003/04 | Eredivisie     | sc Heerenveen | 1–0     | FC Groningen  | Petter Hansson                                                  |                                                                   |
| 2003/04 | Eredivisie     | FC Groningen  | 0–0     | sc Heerenveen |                                                                 |                                                                   |
| 2004/05 | Eredivisie     | sc Heerenveen | 1–0     | FC Groningen  | Mika Väyrynen                                                   |                                                                   |
| 2004/05 | Eredivisie     | FC Groningen  | 1–2     | sc Heerenveen | Danny Buijs                                                     | Daniel Berg Hestad, Lasse Nilsson                                 |
| 2005/06 | Eredivisie     | sc Heerenveen | 4–0     | FC Groningen  | Klaas-Jan Huntelaar (2x), Paul Bosvelt, Georgios Samaras        |                                                                   |
| 2005/06 | Eredivisie     | FC Groningen  | 2–0     | sc Heerenveen | Erik Nevland, Danny Buijs                                       |                                                                   |
| 2006/07 | Eredivisie     | sc Heerenveen | 4–2     | FC Groningen  | Afonso Alves (3x), Rob Friend                                   | Evgeniy Levchenko (2x)                                            |
| 2006/07 | Eredivisie     | FC Groningen  | 1–1     | sc Heerenveen | Antoine van der Linden                                          | Afonso Alves                                                      |
| 2007/08 | Eredivisie     | sc Heerenveen | 4–2     | FC Groningen  | Michael Bradley (3x), Goran Lovre                               | Erik Nevland (2x)                                                 |
| 2007/08 | Eredivisie     | FC Groningen  | 0–1     | sc Heerenveen |                                                                 | Miralem Sulejmani                                                 |
| 2008/09 | Eredivisie     | FC Groningen  | 2–3     | sc Heerenveen | Gonzalo García, Andreas Granqvist                               | Danijel Pranjic, Arnór Smárason, Paulo Henrique                   |
| 2008/09 | Eredivisie     | sc Heerenveen | 2–1     | FC Groningen  | Christian Grindheim, Victor Elm                                 | Danny Holla                                                       |
| 2009/10 | Eredivisie     | sc Heerenveen | 0–1     | FC Groningen  |                                                                 | Morten Nordstrand                                                 |
| 2009/10 | Eredivisie     | FC Groningen  | 2–0     | sc Heerenveen | Tim Matavž, Andreas Granqvist                                   |                                                                   |
| 2010/11 | Eredivisie     | FC Groningen  | 1–0     | sc Heerenveen | Andreas Granqvist                                               |                                                                   |
| 2010/11 | Eredivisie     | sc Heerenveen | 1–4     | FC Groningen  | Filip Đuričić                                                   | Dušan Tadić (2x), Jonas Ivens, Tim Matavž                         |
| 2011/12 | Eredivisie     | sc Heerenveen | 3–0     | FC Groningen  | Bas Dost, Oussama Assaidi, Filip Đuričić                        |                                                                   |
| 2011/12 | Eredivisie     | FC Groningen  | 1–3     | sc Heerenveen | Dušan Tadić                                                     | Bas Dost (2x), Victor Elm                                         |
| 2012/13 | Eredivisie     | sc Heerenveen | 3–0     | FC Groningen  | Rajiv van La Parra (2x), Alfreð Finnbogason                     |                                                                   |
| 2012/13 | Eredivisie     | FC Groningen  | 3–1     | sc Heerenveen | Jukka Raitala, Leandro Bacuna, Michael de Leeuw                 | Lukáš Mareček                                                     |
| 2013/14 | Eredivisie     | sc Heerenveen | 4–2     | FC Groningen  | Alfreð Finnbogason (2x), Yanic Wildschut, Kenny Otigba          | Nick van der Velden, Johan Kappelhof                              |
| 2013/14 | Eredivisie     | FC Groningen  | 1–3     | sc Heerenveen | Michael de Leeuw                                                | Rajiv van La Parra, Hakim Ziyech, Alfreð Finnbogason              |
| 2014/15 | Eredivisie     | FC Groningen  | 1–1     | sc Heerenveen | Michael de Leeuw                                                | Mark Uth                                                          |
| 2014/15 | Eredivisie     | sc Heerenveen | 3–1     | FC Groningen  | Simon Thern, Hans Hateboer (e.d.), Henk Veerman                 | Michael de Leeuw                                                  |
| 2015/16 | Eredivisie     | FC Groningen  | 3–1     | sc Heerenveen | Danny Hoesen, Bryan Linssen, Mimoun Mahi                        | Simon Thern                                                       |
| 2015/16 | Eredivisie     | sc Heerenveen | 1–2     | FC Groningen  | Sam Larsson                                                     | Oussama Idrissi, Albert Rusnák                                    |
| 2016/17 | Eredivisie     | FC Groningen  | 0–3     | sc Heerenveen |                                                                 | Arbër Zeneli, Sam Larsson, Reza Ghoochannejhad                    |
| 2016/17 | Eredivisie     | sc Heerenveen | 0–0     | FC Groningen  |                                                                 |                                                                   |
| 2017/18 | Eredivisie     | FC Groningen  | 3–3     | sc Heerenveen | Mimoun Mahi (2x), Lars veldwijk                                 | Morten Thorsby (2x), Reza Ghoochannejhad                          |
| 2017/18 | Eredivisie     | sc Heerenveen | 1–1     | FC Groningen  | Michel Vlap                                                     | Tom van Weert                                                     |
| 2018/19 | Eredivisie     | FC Groningen  | 2–0     | sc Heerenveen | Django Warmerdam                                                | Ritsu Doan                                                        |
| 2018/19 | Eredivisie     | sc Heerenveen | 1–1     | FC Groningen  | Pelle van Amersfoort                                            | Paul Gladon                                                       |
| 2019/20 | Eredivisie     | sc Heerenveen | 1–1     | FC Groningen  | Hicham Faik                                                     | Charlison Benschop                                                |
| 2019/20 | Eredivisie     | FC Groningen  | *       | sc Heerenveen |                                                                 |                                                                   |
| 2020/21 | Eredivisie     | sc Heerenveen | 1–1     | FC Groningen  | Siem de Jong                                                    | Tomáš Suslov                                                      |
| 2020/21 | Eredivisie     | FC Groningen  | 0–2     | sc Heerenveen |                                                                 | Henk Veerman, Tibor Halilović                                     |
| 2021/22 | Eredivisie     | FC Groningen  | 1–1     | sc Heerenveen | Cyril Ngonge                                                    | Tibor Halilović                                                   |
| 2021/22 | Eredivisie     | sc Heerenveen | 3–1     | FC Groningen  | Sydney van Hooijdonk (2x), Sven van Beek                        | Neraysho Kasanwirjo                                               |
| 2022/23 | Eredivisie     | sc Heerenveen | 3–1     | FC Groningen  | Amin Sarr (2x), Pelle van Amersfoort                            | Florian Krüger                                                    |
| 2022/23 | Eredivisie     | FC Groningen  | 0–2     | sc Heerenveen |                                                                 | Sydney van Hooijdonk (2x)                                         |
| 2024/25 | Eredivisie     | sc Heerenveen | 2–1     | FC Groningen  | Jacob Trenskow, Ion Nicolaescu                                  | Luciano Valente                                                   |
| 2024/25 | Eredivisie     | FC Groningen  | 1–0     | sc Heerenveen | Luciano Valente                                                 |                                                                   |
| 2025/26 | Eredivisie     | FC Groningen  | 2–1     | sc Heerenveen | Brynjólfur Willumsson (2x)                                      | Jacob Trenskow                                                    |
| 2025/26 | Eredivisie     | sc Heerenveen | –       | FC Groningen  |                                                                 |                                                                   |

### Wedstrijdstatistieken
| Wedstrijdstatistieken | Wedstrijdstatistieken | Wedstrijdstatistieken | Wedstrijdstatistieken | Wedstrijdstatistieken | Wedstrijdstatistieken | Wedstrijdstatistieken |
| Competitie            | Wedst.                | GRO                   | Gelijk                | HEE                   | DGRO                  | DHEE                  |
| --------------------- | --------------------- | --------------------- | --------------------- | --------------------- | --------------------- | --------------------- |
| Eredivisie            | 60                    | 14                    | 17                    | 29                    | 67                    | 98                    |
| Eerste divisie        | 12                    | 6                     | 3                     | 3                     | 19                    | 11                    |
| TOTAAL                | 72                    | 20                    | 20                    | 32                    | 86                    | 109                   |

## Overstappers

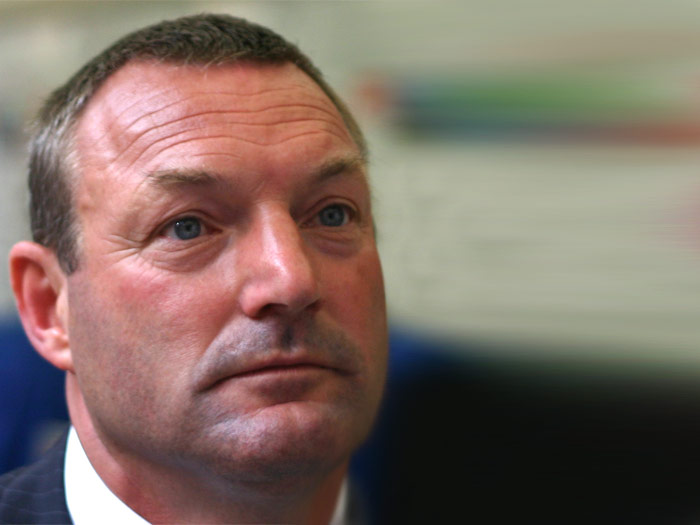
Ron Jans is een van de overstappers.

Door de rivaliteit tussen beide clubs kan het beladen zijn als een Groningen-speler voor Heerenveen gaat spelen of omgekeerd. Niettemin hebben in de loop der jaren verschillende spelers en trainers zo'n overstap gemaakt, direct of indirect. In de loop der jaren zijn er tal van personen geweest die zowel werkzaam waren voor FC Groningen als sc Heerenveen. De meest besproken overgang was die van trainer Ron Jans naar Heerenveen in de zomer van 2010. Ron Jans stapte als boegbeeld van FC Groningen over naar Heerenveen om daar hoofdtrainer te worden.

### Van Groningen naar Heerenveen
1. Henk Klunder - 1963 Directe transfer
2. Bert Witkop - 1965 Directe transfer
3. Henk Zoetendal - 1967 Directe transfer
4. Jan van Lier - 1967 Directe transfer
5. Azing Griever - 1970 Directe transfer
6. Martin Koeman - 1973 Directe transfer
7. Rinie Jurna - 1978 Directe transfer
8. Boy Nijgh - 1980 Directe huurtransfer, waarna hij een contract ondertekende tekende bij Heerenveen
9. Eddy Bakker - 1982 Directe transfer
10. Jan de Jonge - 1984 Directe transfer
11. Eddy Bosman - 1985 Directe transfer
12. Marco Koorman - 1987 Directe huurtransfer
13. Johan Tukker - 1989 Directe transfer
14. Joop Gall - 1990 Speelde tussendoor bij een andere club
15. Theo Migchelsen - 1992 Directe transfer
16. Erik Regtop - 1992 Speelde tussendoor bij een andere club
17. Bert Zuurman - 1993 Directe transfer
18. Harris Huizingh - 1999 Directe transfer
19. Sander van Gessel - 2001 Directe transfer
20. Arnold Kruiswijk - 2010 Speelde tussendoor bij een andere club
21. Wieger Sietsma - 2014 Speelde in de jeugd van Groningen

### Van Heerenveen naar Groningen
1. Henk Zoetendal - 1962 Directe transfer
2. Henk Schoonbeek - 1974 Directe transfer
3. Azing Griever - 1975 Directe transfer
4. Eddy Bosman - 1984 Speelde tussendoor bij een andere club
5. Ronald Goossensen - 1991 Directe transfer
6. Joop Gall - 1991 Directe transfer
7. Maarten de Jong - 1994 Directe transfer
8. Melchior Schoenmakers - 1996 Directe transfer
9. Ignacio Tuhuteru - 2001 Directe transfer
10. Kassim Bizimana - 2005 Speelde in de jeugd van Heerenveen
11. Sander van Gessel - 2002 Directe transfer
12. Mark-Jan Fledderus - 2004 Directe transfer
13. Tieme Klompe - 2005 Speelde tussendoor bij een andere club
14. Gonzalo García - 2008 Directe transfer
15. Timo Letschert - 2013 Speelde in de jeugd van Heerenveen
16. Jan de Boer - 2022 Speelde in de jeugd van Heerenveen

### Trainers
Ron Jans was FC-Groningen speler van 1982 tot 1984. Later was hij trainer van FC Groningen van 2002 tot 2010 en trainde hij Heerenveen van 2010 tot 2012.

Jan de Jonge was speler van FC Groningen van 1982 tot 1984 en van speler van Heerenveen van 1984 tot 1989, bij Heerenveen werd hij later assistent-trainer en interim-hoofdtrainer.